# Jahn Teigen
Jahn Teigen (27 de setembre de 1949 - 24 de febrer de 2020) va ser un cantant, músic i còmic noruec. Va representar a Noruega al Festival de la Cançó d'Eurovisió tres vegades, el 1978, 1982 i 1983, El seu nom de pila era Jan; va afegir més tard la H silenciosa. Des d'octubre de 2006 fins a la seva mort el febrer de 2020, va residir a Suècia.

## Biografia

### Popol Vuh
Jahn Teigen va néixer a Tønsberg. Va iniciar la seva carrera a finals de la dècada de 1960 quan va publicar uns quants senzills i un àlbum amb Enemies. No obstant, el seu llençament comercial no va arribar fins a principis dels anys 70 com a cantant principal de la banda de rock de 6 membres Popol Vuh. Van publicar tres àlbums d'èxit, el primer homònim el 1973. El seu àlbum més popular es va publicar l'any 1976, anomenat Stolen From Time, però aquesta vegada amb el seu nou nom Popol Ace, per evitar confusions amb la banda de rock alemanya amb el mateix nom que també va ser popular als anys setanta. Popol Vuh és en realitat una paraula índia maia en la llengua quiché, que significa llibre de la comunitat. Popol Vuh/Popol Ace va ser en realitat un refinament del grup encara més antic de 8 membres Arman Sumpe Dur Express. Durant 1971 i la primera meitat de 1972, Arman Sumpe Dur Express va fer en una gira de concerts de llarga durada per Noruega fent més de 140 concerts. Jahn va actuar en un dels dos festivals de música més grans d'Europa, el Festival de Roskilde, el 1972, convertint-se en una de les principals atraccions com a part del Popol Vuh (acreditat com a Arman Sumpe). Abans havia actuat a Roskilde al Fjordvilla Club l'any 1968 amb la banda Red Squares.

### Prima Vera
Jahn Teigen va ser membre del trio d'humor noruec Prima Vera, amb Herodes Falsk i Tom Mathisen, que va publicar set àlbums entre 1977 i 1984. La major part del seu repertori està format per èxits populars amb les lletres més ridícules. (Això va impactar amb l'audiència noruega, ja que, en aquell moment, per garantir la reproducció, sovint es tornaven a gravar cançons en anglès amb lletres noruegues). El seu àlbum innovador, Brakara dels 78, va arribar al número 1 de les llistes i va vendre més de 100.000 còpies, i inclou l'animada interpretació russa simulada de Mil Etter Mil, Zagra Znja Zagra de Teigen. Aquesta versió de 30 segons és l'única gravació disponible de l'arranjament original; ja sigui en anglès o noruec, les gravacions serioses de la cançó de Jahn Teigen inclouen més guitarra elèctrica. La versió seriosa també va ser un gran èxit, fent de Teigen un dels pocs intèrprets que ha tingut èxit tant amb una versió seriosa com amb una paròdia de la mateixa cançó simultàniament. Prima Vera va tenir una sèrie d'èxits, inclosos clàssics com Så lykkelig i Sverige ('So happy in Sweden', una versió de The Turtles' Happy Together), Det er Norge som er bra i De gærne har det godt.
Teigen va decidir deixar Prima Vera el 1984, i no va parlar amb els seus antics companys de banda durant 15 anys, fins que es van reconciliar el 1999 al funeral del seu amic comú Marius Müller. Prima Vera va tenir una breu reunió a principis dels anys 2000.

### Festival de la Cançó d'Eurovisió
L'any 1978 a París Jahn Teigen va fer la seva primera aparició a l'escenari d'Eurovisió, interpretant la cançó Mil etter mil (Milla rere milla), que es va fer famosa per no rebre ni un sol punt de cap de les nacions participants. Aquesta va ser la primera aparició de zero punts amb el nou i actual sistema de votació del Festival d'Eurovisió. Malgrat l'òbvia manca de reconeixement internacional, la cançó va guanyar una gran audiència a Noruega, on els seus compatriotes la van acceptar. El senzill va dominar la llista nacional de senzills durant més de quatre mesos, i va estar entre els 10 senzills més comprats durant no menys de 19 setmanes consecutives, cinc d'ells també van encapçalar la llista de l'èxit internacional més popular del país. Després de 30 anys sota el focus de la nació, aquest segueix sent el seu èxit més reeixit. El senzill subcampió de Teigen es deia Jeg gi'kke opp, és a dir, No em rendeixo, i el seu primer àlbum llançat el mateix any va ser igual d'autoirònic: This Year's Loser.
Jahn Teigen va tornar als escenaris d'Eurovisió l'any 1982 a Harrogate, Regne Unit, on va cantar Adieu a duet amb Anita Skorgan (amb qui va estar casat entre 1984 i 1988 i amb qui té una filla) i va quedar en 12è lloc. L'any 1983, a Múnic, Alemanya, va tornar-hi en solitari, amb Anita Skorgan i tres dones més com a coristes, amb la melodia Do re mi, composta juntament amb Anita Skorgan, que li va donar la seva millor posició, un respectable 9è lloc. Teigen va participar en la final nacional d'Eurovisió noruega, anomenada Melodi Grand Prix, amb un rècord de catorze vegades entre 1974 i 2005 amb un total de 16 cançons. A més de guanyar quatre vegades el Gran Premi Melodi, Teigen també va acabar com a subcampió en quatre ocasions. A més d'això, Teigen va ser l'amfitrió del Gran Premi Melodi i va oferir l'acte d'interval del Gran Premi Melodi en diverses ocasions. També va actuar com a comentarista de la televisió noruega el 1991 a Roma, juntament amb John Andreassen.

#### Participacions al Gran Premi Melodi
| Any   | Cançó                 | Posició | Observacions                                                                                    |
| ----- | --------------------- | ------- | ----------------------------------------------------------------------------------------------- |
| 1974  | "Hvor er du?"         | 1       | Interpretada amb una petita orquestra. Anne-Karine Strøm va cantar la cançó a Eurovisió.        |
| 1975  | "Kjærlighetens under" | 2       | Interpretada amb una petita orquestra.                                                          |
| 1976  | "Hastverk"            | 3       | Interpretada amb una petita orquestra.                                                          |
| 1976  | "Alltid en vind"      | 4       | Interpretada amb una petita orquestra juntament amb Gudny Aspaas.                               |
| 1976  | "Voodoo"              | 2       | Juntament amb Gudny Aspaas amb una petita orquestra i Inger Lise Rypdal amb una gran orquestra. |
| 1978  | "Mil etter mil"       | 1       | Va acabar 20è a Eurovisió amb 0 punts.                                                          |
| 1980  | "Ja"                  | 9       |                                                                                                 |
| 1982  | "Adieu"               | 1       | Juntament amb Anita Skorgan. Va acabar 12è a Eurovisió amb 40 punts.                            |
| 1983  | "Do Re Mi"            | 1       | Va acabar 9è a Eurovisió amb 53 punts.                                                          |
| 1988  | "Glasnost"            | 2       |                                                                                                 |
| 1989  | "Optimist"            | –       | Un dels finalistes, però no va passar a la Superfinal.                                          |
| 1990  | "Smil"                | 2       | Amb Anita Skorgan i Carola Häggkvist com a coristes.                                            |
| 1993  | "Jackpot"             | 8       |                                                                                                 |
| 1994  | "Gi alt vi har"       | 5       |                                                                                                 |
| 1996  | "Ariel"               | 4       | Juntament amb Øystein Wiik. El duet es deia To tenorer.                                         |
| 2005  | "My Heart Is My Home" | 4       |                                                                                                 |
| Font: |                       |         |                                                                                                 |

### Ampli material de gravació
Teigen ha publicat 17 àlbums com a solista des de l'1 de gener de 2006. Sis d'aquestes eren millors èxits, les dues últimes van ser Jahn Teigens beste el 1994 i Fra null til gull (From nul till gold o From zero to hero, com va dir Teigen que anomenaria un llançament en anglès) el 2004, celebrant els seus més de 35 anys com a artista popular. Els seus àlbums més exitosos van ser En dags pause (Un dia de pausa) publicat el 1979, Mentalkrem (Crema mental) el 1980 i Klovn uten scene (Pallasso sense escenari) el 1988.

### Treball escènic
El 1992 va actuar a la sèrie londinenca de l'òpera-musical noruega Which Witch.

## Honors
- Cavaller de primera classe de l'orde de Sant Olav (2011)

## Cançons memorables
- Voodoo (recordat sobretot pel seu vestit d'esquelet a l'escenari del Festival de la Cançó d'Eurovisió de Noruega 1976)
- Mil etter mil (1978)
- Min første kjærlighet (1978)
- Adieu (1982)
- Glasnost (1988)
- Det vakreste som fins (1988)
- Optimist (1989)
- Gi meg fri (1992)

## Discografia

### Popol Vuh

#### Àlbums
- Popol Vuh (1973)
- Quiche Maya (1974)

### Popol Ace

#### Àlbum
- Stolen From Time (1976)
- Curly Sounds (1978) Nota; Asa Krogtoft és la cantant d'aquest disc, Jahn havia deixat el grup per anar en solitari i treballar amb Prima Vera.

##### Recopilatoris
- Popol Ace (1975)
- Cat of 9 Tales (1994)
- All We Have (2003)

#### DVD
- Silently Loud (2004)

### Jahn Teigen

#### Singles
- Mil etter mil (1978)
- Jeg gi'kke opp (1978)
- Har du lyst på litt mer (1979)
- Ja (1980)
- Bli bra igjen (1982)
- Do re mi (1983)
- Glasnost (1988)
- Slå ring (1988)
- Optimist (1989)
- I skyggen av en Drøm (1990)
- Gi meg fri (1992)
- Ensom natt (1993)

#### Àlbums
- Teigens tivoli (1977)
- This Year's Loser (1978)
- En dags pause (1979)
- Mentalkrem (1980)
- Klar dag/Instamatik (1982)
- Klovn uten scene (1988)
- Esilio paradiso (1992)
- Rondo (1993)
- Lys (1996)
- Magnet (2000)
- Utkledd som meg selv (2003)

##### Recopilatoris
- 67-76 (1976)
- All We Have Is The Past (1980)
- Hopp 78–83 (1983)
- Jahn Teigen (1989)
- Jahn Teigens beste: Litt av historien (1994)
- Hele historien (4 caixes de CD, 1994)
- Fra null til gull (2004) reenregistraments dels seus vells èxits, fets en directe a l'estudi.
- EMI Gull (2005)
- 40 største hits (2009)

#### DVD
- Jahn Teigen fra Tønsberg (2011)

### Prima Vera

#### Àlbums
- Prima Vera (1977)
- Brakara (1978)
- Salmer og sanger vi gjerne hiver (1979)
- Den 5te (1981)
- Fisle Narrepanne i Tyrol (1981)
- Ha ha he he ho de gærne har'e godt (1982)
- Her kommer Olavs menn (1983)
- The Prima Vera Show (1999)

##### Recopilatoris
- The best of EBBA (1980)
- Absolute Prima Vera (1994)

#### Àlbum
- "Teigen synger Falsk" (1975)

### Jahn Teigen i Anita Skorgan

#### Singles
- Adieu (1982)
- Friendly (1983)

#### Àlbums
- Cheek to Cheek (1983)